# Carlos Ronald Schmidt
Carlos Ronald Schmidt (Florianópolis, 2 de dezembro de 1935 – Biguaçu, 25 de outubro de 2020) foi um juiz de direito e escritor brasileiro.
Em abril de 2013 foi eleito para ocupar a Cadeira 25 da Academia Catarinense de Letras.